# موشيه يشئيل إبستاين
موشيه يشئيل إبستاين Moshe Yechiel Epstein (29 ديسمبر 1889 - 27 يناير 1971) حاخام إسرائيلي. حصل على جائزة إسرائيلفي فئة الأدب الحاخامي في عام 1968.

## خلفية
جاء الحاخام موشيه يشيل إبستاين لأول مرة إلى أمريكا في عام 1920 كجزء من وفد من جماعة أجوداث إسرائيل العالمية، لجمع الأموال لمساعدة اللاجئين اليهود في بولندا، التي كانت ساحة معركة رئيسية بين الألمان والنمساويين والروس خلال الحرب العالمية الأولى.
تولى منصب حاخام بلدة أوتوك البولندية الصغيرة.

## معاداة السامية البولندية
بعد ذلك بوقت قصير، كان الحاخام موشيه يشئيل مسافرًا في قطار عندما تطاول عليه رجل بولندي وبصق عليه.  وعرض على الحاخام موشيه يشئيل أن يكون حاخام كنيس يهودي لمهاجرين أوزيروف في الجانب الشرقي الأدنى من مانهاتن، وكانت هذه الحادثة - التي تشير إلى معاملة الشعب البولندي لليهود - حافزًا له لتقديم طلب للهجرة إلى الولايات المتحدة. بعد رفضه للمرة الأولى، حصل على التصريح في المرة الثانية وانتقل إلى مدينة نيويورك في عام 1926. أمضى الحاخام موشيه يشئيل عدة سنوات في الجانب الشرقي الأدنى من مانهاتن، ثم انتقل إلى برونكس.

## الهولوكوست
تم القضاء على جميع أفراد عائلة الحاخام موشيه يشئيل في أوروبا في الهولوكوست. بعد الحرب العالمية الثانية.
تحمس لدولة إسرائيل الجديدة، وانتقل إلى تل أبيب في عام 1952، حيث أمضى بقية حياته.

## عالم التوراة
عُرف الحاخام موشيه يحيئيل بأنه أحد كبار علماء التوراة في جيله. ونشر سلسلة تعليقاته الموسوعية على التوراة بعنوان Eish Dos (11 مجلداً) و Be'er Moshe (12 مجلداً) وهي مشهورة بعمقها. واعتبرت مجرد عينة صغيرة من سعة الاطلاع لديه.
توفي الحاخام موشيه يشئيل في عام 1971.

## جوائز
- حصل على جائزة إسرائيلفي فئة الأدب الحاخامي في عام 1968.